# 1612 en France
Chronologie de la France
- 1608
- 1609
- 1610
- 1611
- 1612
- 1613
- 1614
- 1615
- 1616

## Événements
- 29 janvier : annonce officielle des fiançailles de Louis XIII avec Anne d'Autriche et de celles d’Élisabeth, sœur du roi avec Philippe, prince des Asturies[1]. Condé et Soissons quittent la cour[2].

- 15 février : signature du traité d'Auxonne fixant les limites entre le royaume de France et le comté de Bourgogne alors possession espagnole.

- 24 février : le pape Paul V approuve la règle de la congrégation de l’Oratoire fondée par Pierre de Bérulle[3].

- 5-7 avril : grand carrousel place Royale à l’occasion des fêtes célébrants l’alliance espagnole[4].

- 24 avril : déclaration royale qui déclare illégitimes les assemblées provinciales politique des Protestants[5].

- 23 mai : l’accord de Montigny, négocié par Concini et Villeroy, permet le retour à la cour de Condé et Soissons. Les princes acceptent les mariages espagnols et reçoivent en contrepartie le château Trompette de Bordeaux pour Condé et la place forte de Quillebeuf en Normandie pour Soissons[6].
- 23 mai - 4 juillet : réunion du synode des Églises réformées à Privas, présidé par Daniel Chamier. Le synode tente de réconcilier les seigneurs protestants entre eux (Bouillon, Sully, Rohan, Lesdiguières, La Force, Soubise et Duplessis-Mornay) et le 2 juin proteste contre la déclaration du 24 avril[5],[7].
- 31 mai : entrée de Condé et Soissons à Paris[6].

- 22 août : signature à Madrid du contrat de mariage entre Louis XIII et Anne d'Autriche[8].
- 28 août : début de la construction du Collège royal (collège de France)[9].

- 1er septembre : à la suite des lettres patentes du 27 août ordonnant l’élection d’un nouveau syndic de la faculté de théologie de Paris, Edmond Richer est destitué de sa charge[10]. Il poursuit sa polémique contre Duval.
- 1er novembre : mort du comte de Soissons[6]